# آلفين لوستيغ
آلفين لوستيغ (بالإنجليزية: Alvin Lustig)‏ هو مصمم جرافيك أمريكي، ولد في 8 فبراير 1915 في دنفر في الولايات المتحدة، وتوفي في 4 ديسمبر 1955 في نيويورك في الولايات المتحدة.

## وصلات خارجية
- آلفين لوستيغ على موقع ديسكوغز (الإنجليزية)